# Chiesa di San Marcello (Arco, Italia)
La chiesa di San Marcello è la parrocchiale  a Chiarano, frazione di Arco nel Basso Sarca in Trentino.  Fa parte della zona pastorale di Riva e Ledro dell'arcidiocesi di Trento e risale al XVI secolo.

## Storia

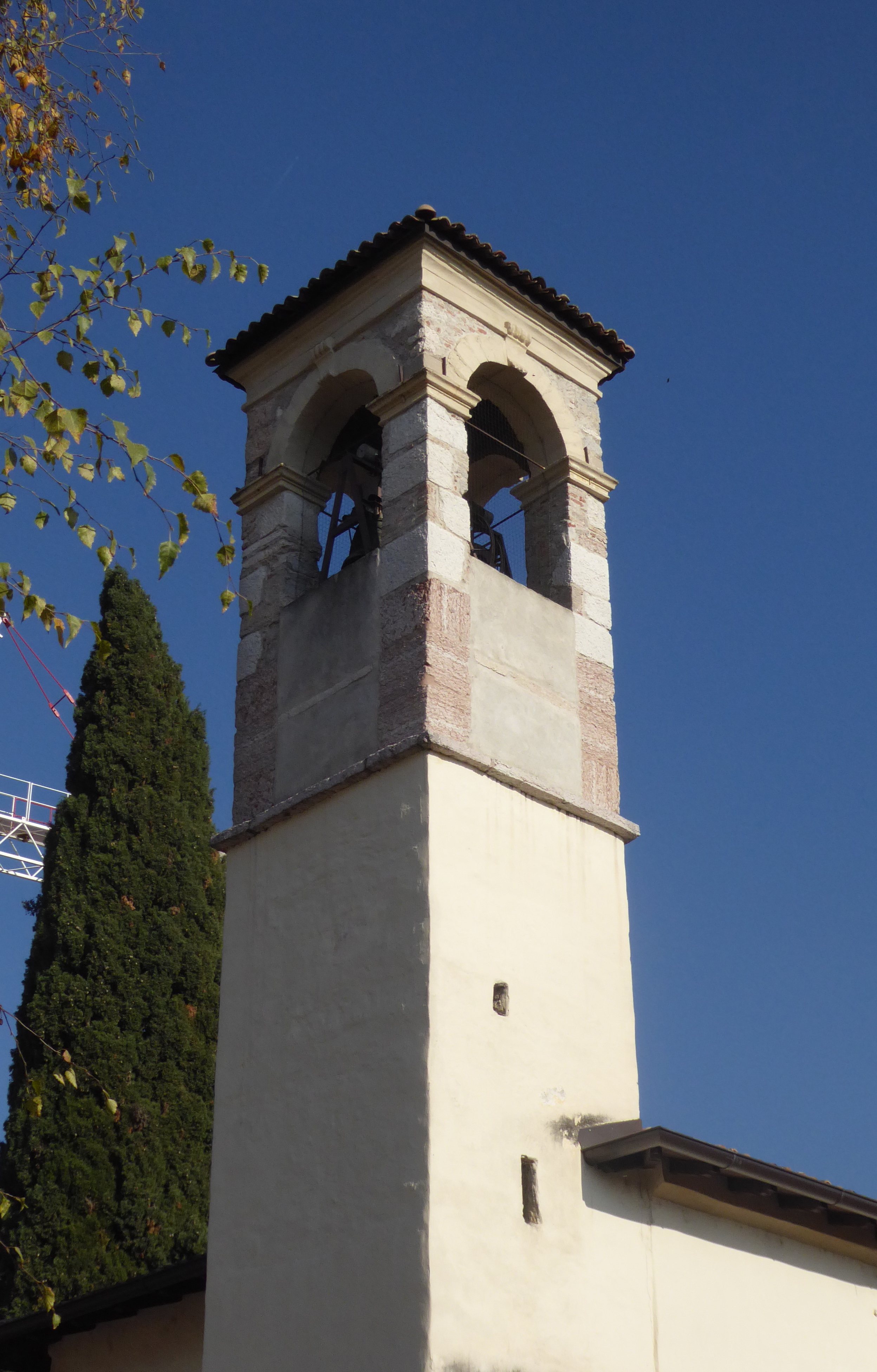
Campanile

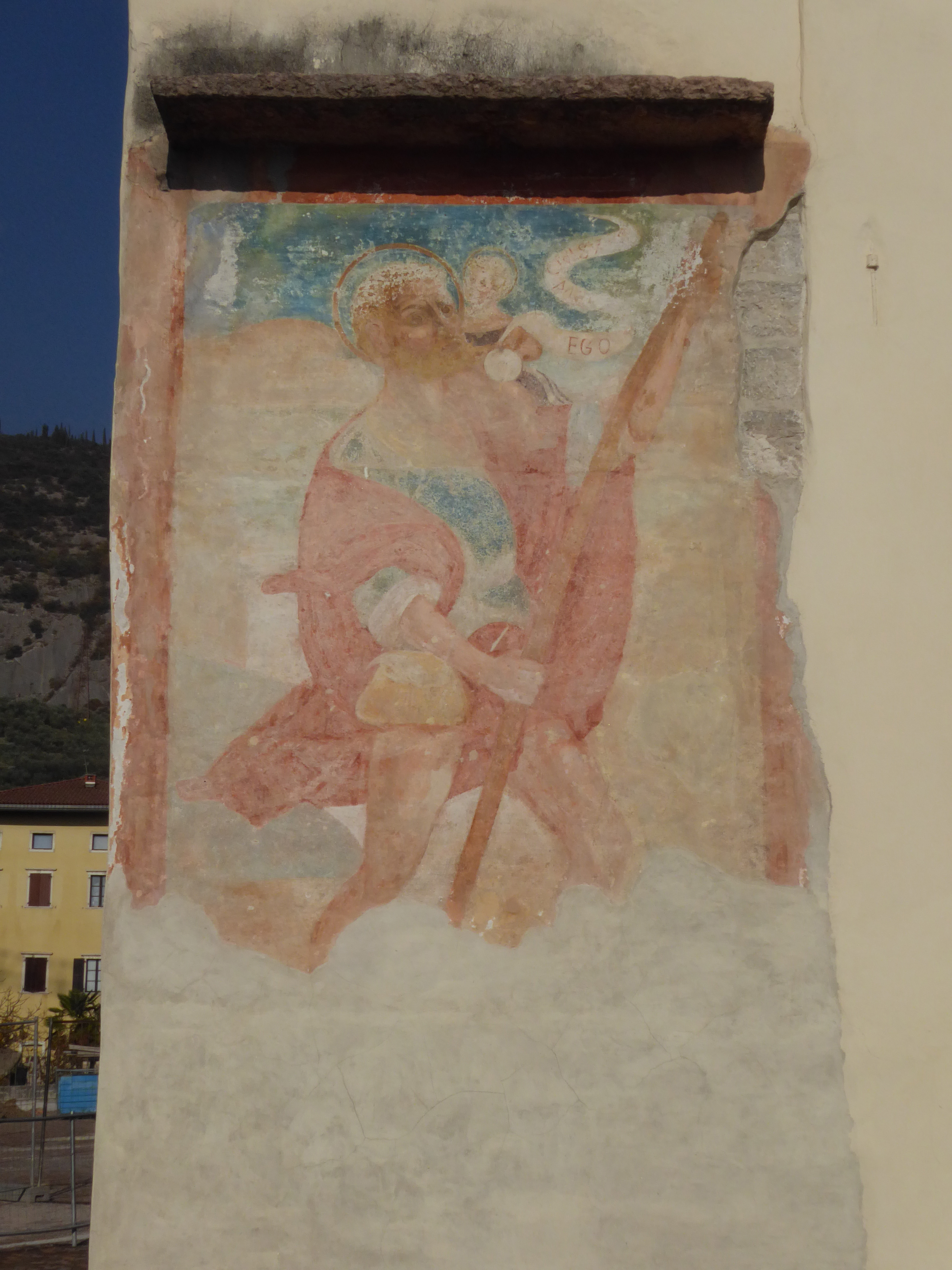
Affresco che raffigura San Cristoforo che si trova sulla torre campanaria, in basso

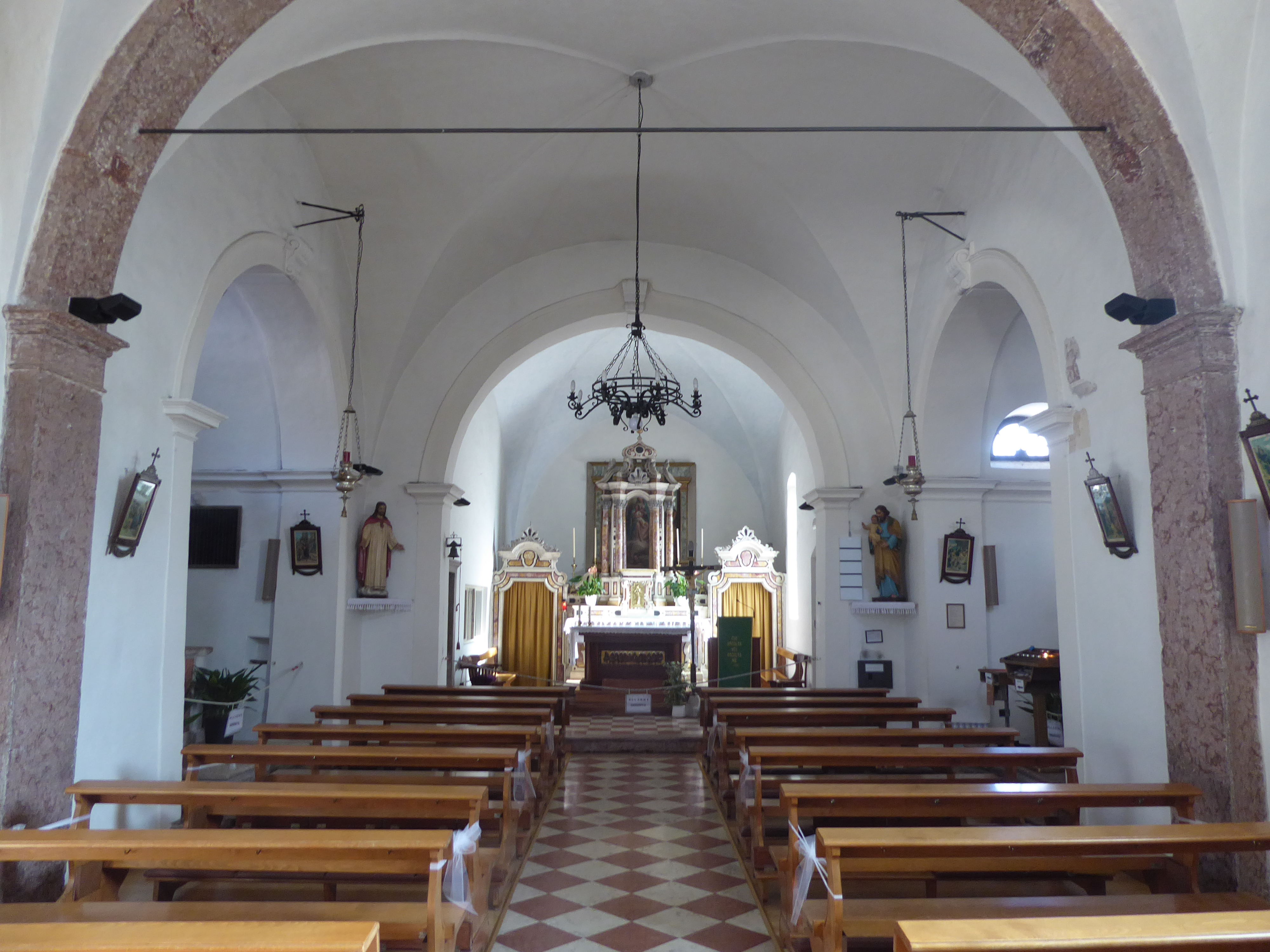
Interno

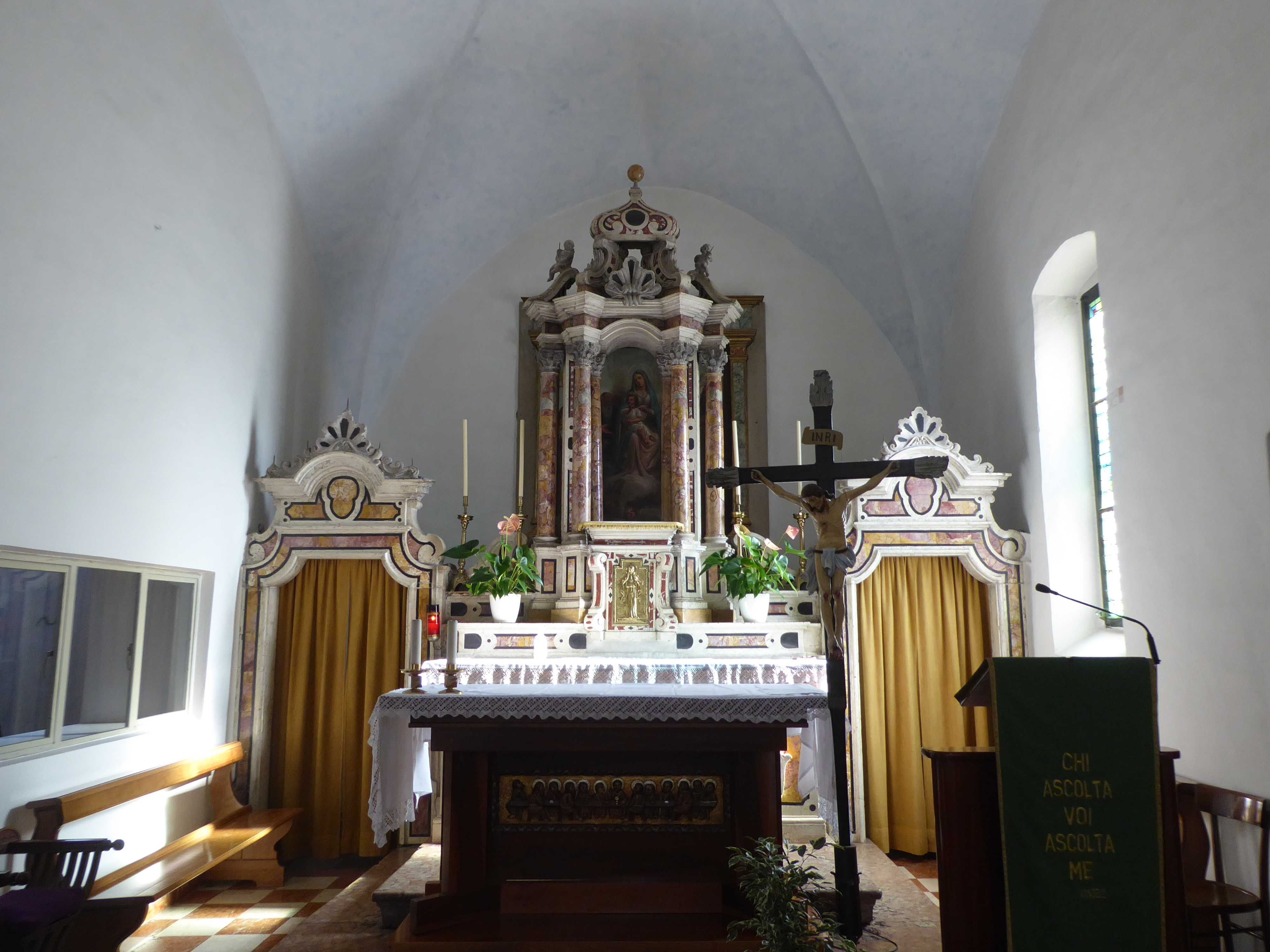
Presbiterio con altare maggiore e mensa rivolta al popolo come da disposizioni legate all'adeguamento liturgico post conciliare

La prima documentazione storica relativa alla chiesa di San Marcello è contenuta in atti relativi ad una visita pastorale del 1537 compiuta dal principe vescovo di Trento Bernardo Clesio. Attorno alla chiesa vi stava il camposanto, che serviva le comunità di Chiarano e di Vigne, quindi svolgeva nei primi tempi il ruolo di chiesa cimiteriale. La sua costruzione fu successiva alla chiesa di Sant'Antonio Abate ma col tempo assunse un ruolo più centrale rispetto all'altra più antica. Le amministrazioni di Sant'Antonio e San Marcello, inizialmente separate, finirono per essere unificate.
Nel 1776 venne arricchita di un nuovo altar maggiore ed in seguito gli interni vennero tinteggiati. Ottenne la custodia dell'Eucaristia nel 1888 e intanto, in data non precisata, venne dismesso il cimitero che stava attorno all'edificio.
Ottenne dignità di chiesa parrocchiale nel 1954.
Nel biennio 1967-1968 fu oggetto di lavori di ristrutturazione.
A partire dal 1987 l'ente che amministrava San Marcello e Sant'Antonio venne soppresso con l'assegnazione dei suoi beni al nuovo ente parrocchia di San Marcello di Chiarano.

## Descrizione

### Esterni
La chiesa è probabilmente il più antico edificio sacro nell'antico comune di Romarzolo, poi frazione del comune di Arco. Mantiene un orientamento tradizionale verso est. Il prospetto principale è semplice, con un portale architravato sormontato in asse da un oculo. Sul lato destro della facciata, a coprirla parzialmente, si alza la torre campanaria. La cella si apre con quattro finestre a monofora.

### Interni
La navata interna è unica con due cappelle laterali. Dalla parte presbiteriale si accede a una cappella laterale e alla sagrestia.